# Kościół św. Anny w Starej Kamiennej
Kościół pw. św. Anny w Starej Kamiennej – kościół drewniany w Starej Kamiennej w woj. podlaskim, ufundowany przez Piotra Wiesiołowskiego, jako świątynia przy letniej rezydencji (rezydencja nie zachowała się). Budowę ukończono w 1610 roku. Kościół ten jest najstarszą zachowaną do dziś budowlą drewnianą w województwie podlaskim.

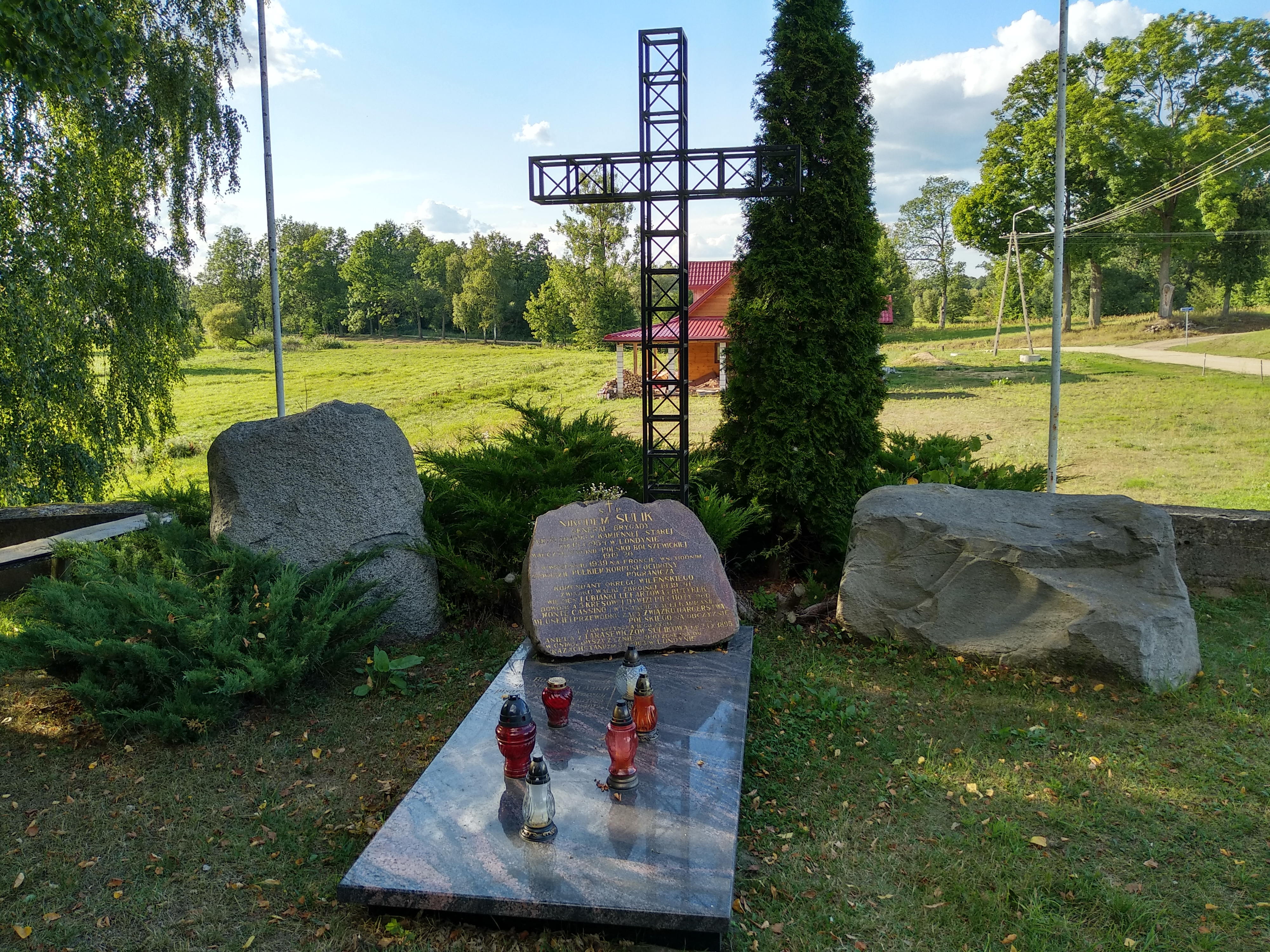
Grób generała Nikodema Sulika we wsi Stara Kamienna na cmentarzu rzymskokatolickim z pocz. XVII w. obok kościoła